# Салакія
Сала́кія, або Сала́ція (лат. Salacia; від лат. salum — морська піна) — у римській міфології богиня джерел, відкритого бурхливого моря та морської води; також божество солоної води і покровителька мореплавців. За міфами, дружина Нептуна, мати Тритона. Ототожнювалася з грецькими Фетідою і Амфітрітою.
Вшановувалася римськими гетерами. Їй поклонялися моряки, рибалки й ті, хто вирушав у далеку морську подорож.
Подекуди слово «Салакія» зустрічається і як епітет Венери (Афродіта), що народилася з морської піни.